# 田村ゆかり LOVE LIVE *Sunny side Lily*
『田村ゆかり LOVE ♥ LIVE *Sunny side Lily*』（たむらゆかり ラブ ライブ サニーサイドリリー）は、田村ゆかりの映像作品として通算16作目にあたる。Blu-rayは通算10作目となる。2015年11月25日にキングレコードよりDVD版とBlu-ray版が同時リリースされた。

## 概要
2015年4月より全国11か所14公演で行ったライブツアー「田村ゆかり LOVE ♥ LIVE 2015 Spring *Sunny side Lily*」の千秋楽である、6月28日の国立代々木競技場 第一体育館公演が収録されている。
初回特典は、Blu-rayのみスペシャルパッケージ仕様になっている。
なお、本人が当時のキングレコード第三クリエイティブ本部所属時代における最後のライブ・ツアー及び映像作品となっている。本人名義のライブは2003年に行われたファーストライブ以降ブランク無しで続いていたが、2017年に行われた単発コンサート「20th Anniversary 田村ゆかり LOVE ♥ LIVE 2017 *Crescendo ♥ Carol*」までおおよそ1年間のブランクが生じた。
また、Blu-ray・DVD初回共通特典として「乙女戦士クルピヨン」テーマソング無料ダウンロード用シリアルコードが封入されている。（対象楽曲；「乙女戦士クルピヨン」「帰ってきたクルピヨン」（各Short ver.））（ダウンロード期間；2015年11月25日(水)0:00～2015年12月24日(木)23:59）

## 演奏会場
- 千葉：松戸森のホール21大ホール（2015年4月11日）
- 静岡：静岡市民文化会館大ホール（2015年4月19日）
- 香川：サンポートホール高松大ホール（2015年4月25日）
- 広島：広島文化学園 HBGホール（2015年4月26日）
- 愛知：名古屋国際会議場 センチュリーホール（2015年5月3日、4日）
- 宮城：仙台サンプラザホール（2015年5月6日）
- 北海道：札幌市民ホール（2015年5月17日）
- 大阪：グランキューブ大阪 メインホール（2015年5月23日、24日）
- 福岡：福岡サンパレス ホテル＆ホール（2015年5月31日）
- 新潟：新潟テルサ（2015年6月7日）
- 東京：国立代々木競技場 第一体育館（2015年6月27日、28日）

## 収録内容
-Prologue-
I DO 愛
秘密の扉から会いにきて
fancy baby doll
アンドロメダまで1hour
MC1
好きだって言えなくて
I.N.G.
-Short Movie“Lily Story”-
レリーフのひとかけら
MC2
虹の奇跡
まだ好きでいさせて
うたかた
-Short Movie“田村ゆかりとバーチャルデート～春の旅情編～”-
Traveling with a sheep
砂落ちる水の宮殿
神聖炉
-Band Performance-
恋のアゲハ
Luv Fanatic
エキセントリック・ラヴァー
-Short Movie“乙女戦士クルピヨン最終話(再)～さらばクルピヨン～”-
スパークリング☆トラベラー
MC3
君とLOVE
Fortune of Love
W:Wonder tale
candy smile
もうちょっとFall in Love
Pleasure treasure
雨のパンセ
<Encore>
未来パラソル
Gratitude
MC4
あのね Love me Do
you
-Epilogue-

### 映像特典
<Special Movie>
◆*Sunny side Lily* BONUS TRACK
Honey Moon（2015年4月11日 千葉公演）
恋と夢と空時計（2015年4月11日 千葉公演）
雨音はモノクローム（2015年4月11日 千葉公演）
You & Me (田村ゆかりの曲)（2015年4月11日 千葉公演）
惑星のランデブー（2015年5月4日 愛知公演）
パピィラヴ（2015年5月4日 愛知公演）
floral blue（2015年5月4日 愛知公演）
星降る夢で逢いましょう（2015年5月4日 愛知公演）
LOVE ME NOW!（2015年5月4日 愛知公演）
Spring fever（2015年5月24日 大阪公演）
ひとひらの恋（2015年5月24日 大阪公演）
神様Rescue me!!（2015年5月24日 大阪公演）
上弦の月（2015年5月24日 大阪公演）
Passion Error（2015年5月24日 大阪公演）
チェルシーガール（2015年5月24日 大阪公演）
Sympathy of Love（2015年6月27日 東京公演）
ひとりあやとり（2015年6月27日 東京公演）
君をつれて（2015年6月27日 東京公演）
Love♡parade（2015年6月27日 東京公演）
パーティーは終わらない（2015年6月27日 東京公演）
星屑スパイラル（2015年6月27日 東京公演）
<乙女戦士クルピヨン>
- 第1話『クルピヨン参上』
- 第2話『彼女の名は桃子』
- 第2話『彼女の名は桃子』(Another Ending ver.)
- 最終話『さらばクルピヨン』
- 最新話『帰ってきたクルピヨン』

乙女戦士クルピヨン　CM集
乙女戦士クルピヨン　事情図鑑
乙女戦士クルピヨン　メイキング
<田村ゆかりとバーチャルデート～春の旅情編～>
ディレクターズ・カット
メイキング
<DOCUMENT>
*Sunny side Lily* TOUR DOCUMENT